# Кунгур (станция)
Кунгур — железнодорожная станция Пермского региона Свердловской железной дороги. Расположена в городе Кунгур Пермского края. Кунгур — важнейшая станция, расположенная на главном ходу Транссиба.
С вокзала отправляются пригородные поезда и поезда дальнего следования в двух направлениях: в сторону Перми и в сторону Екатеринбурга.

## История
Станция Кунгур была открыта в 1909 году на линии Пермь — Кунгур — Шаля — Кузино — Екатеринбург. К этому времени в городе появился каменный вокзал в стиле модерн и эклектики. Проект здания вокзала был разработан симбирским архитектором Ф. Е. Вольсовым, руководителем проекта сделали инженера И. А. Быховца. Строительство было начато 10 июля 1905 года. Над серединой вокзала сделали второй этаж. В ходе работ значительно приподняли железнодорожную платформу над уровнем привокзальной площади, после чего рабочие приступили к строительству подвальных помещений. Посредине вокзала разместили крыльцо с навесом и тамбуром, которое ведёт в параллельный перрону зал ожидания, единственный на вокзале. С платформой зал соединили через два прохода по бокам вокзала. Строительство было завершено в 1909 году, тогда же заработал и весь комплекс станции. Все станционные пристройки были оформлены в едином архитектурном стиле.
В 1917 году Иосип Броз Тито как военнопленный находился в Кунгуре и работал в локомотивном депо станции.
В 1963 году, в ходе электрификации участка Пермь — Шаля, станция была электрифицирована на постоянном токе 3кВ.
В наше время здание вокзала практически не изменилось. Благодаря своему фасаду, вокзал является памятником архитектуры регионального значения.

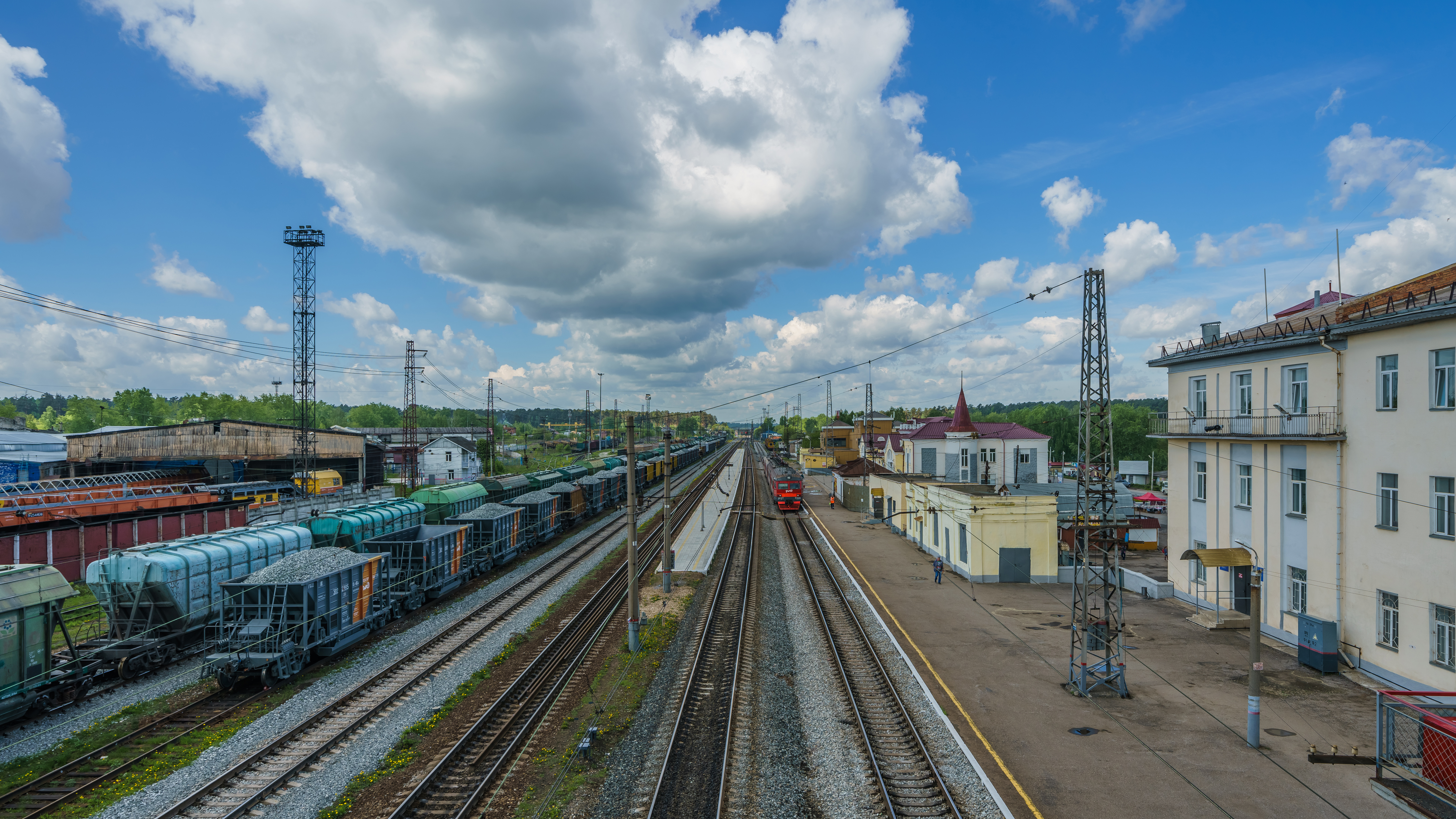
Вид на станцию с пешеходного моста
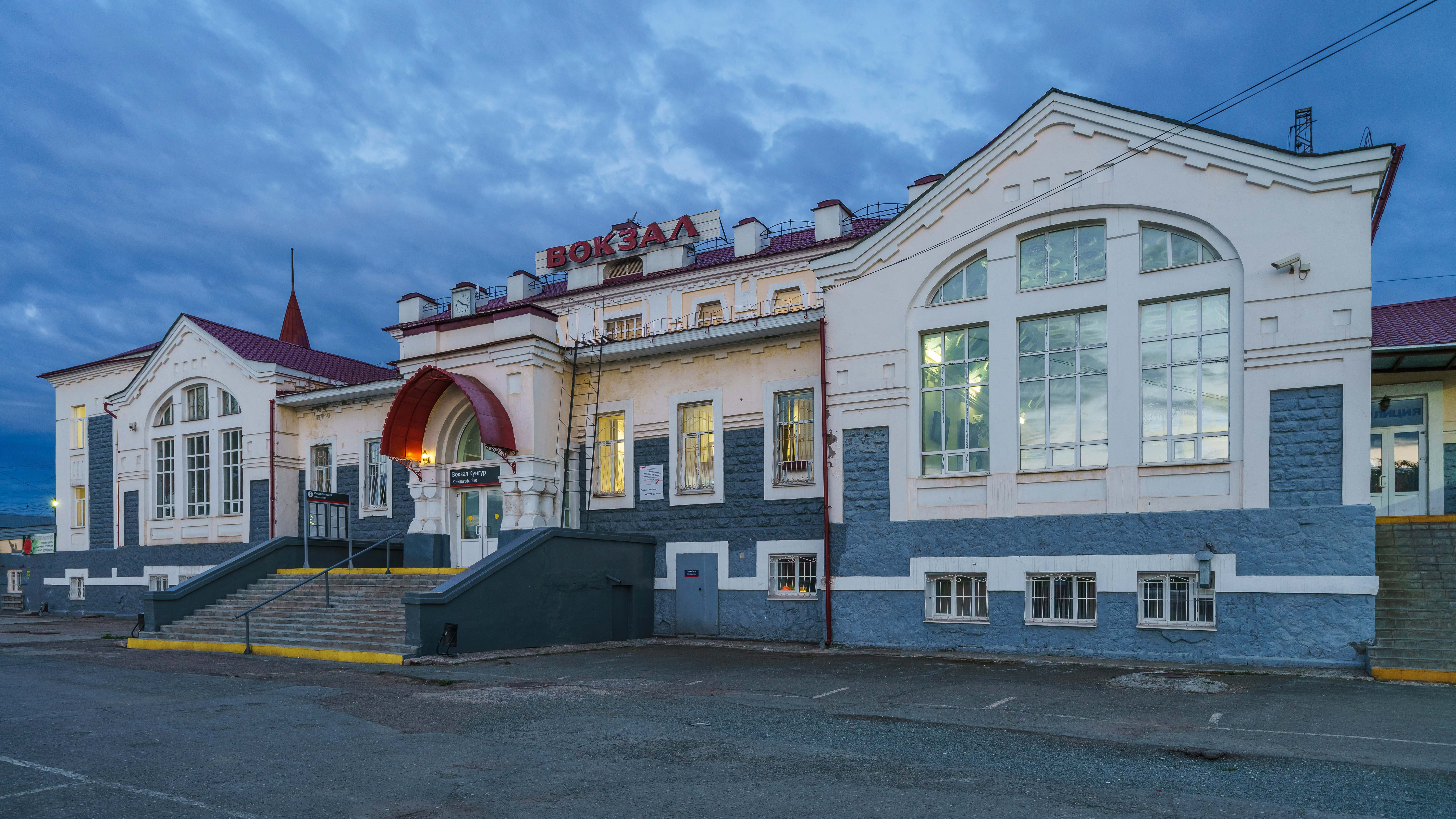
Вокзал со стороны площади
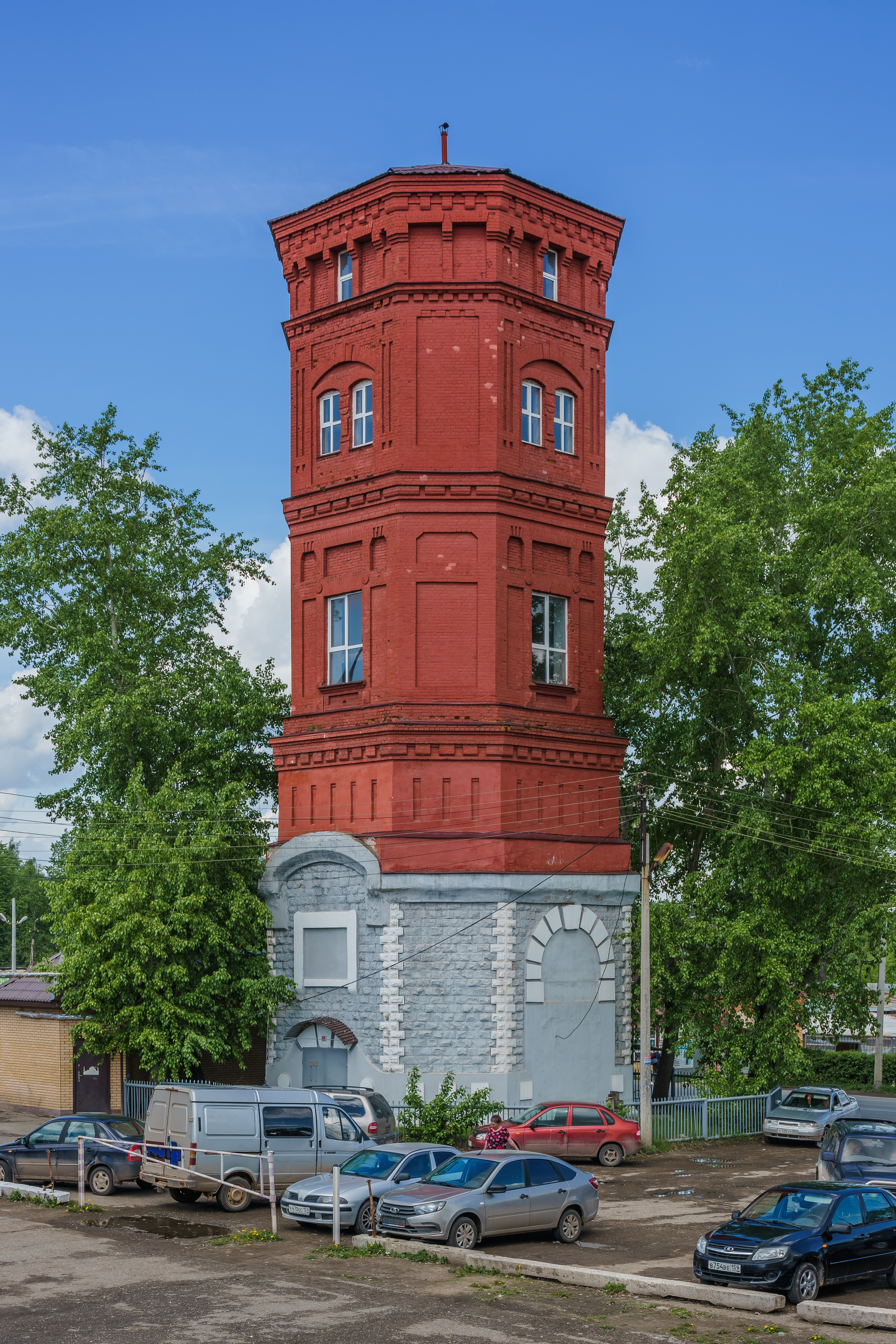
Водонапорная башня
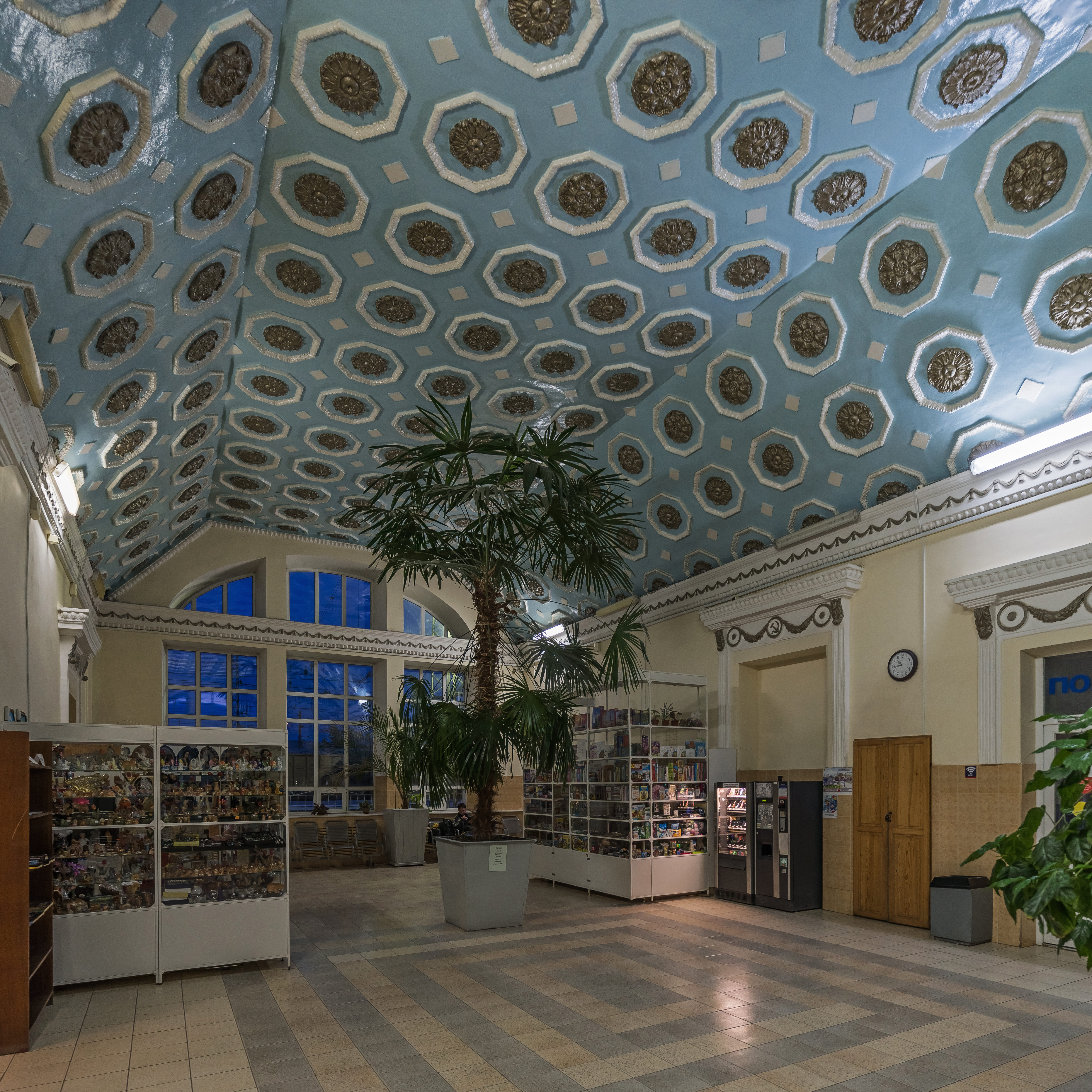
Зал ожидания в здании вокзала

## Современность
Пригородные маршруты связывают Кунгур с Пермью, Усть-Кишертью, Шалей, Кузино и Екатеринбургом. В Кунгуре останавливаются поезда дальнего следования, что позволяет соединять город с Москвой, Санкт-Петербургом, Новосибирском, Владивостоком и другими городами России и ближнего зарубежья.

## Дальнее сообщение
Практически все поезда дальнего следования делают остановку в Кунгуре.
По состоянию на декабрь 2018 года через станцию курсируют следующие поезда дальнего следования:
| № поезда                  | Маршрут движения               | № поезда                  | Маршрут движения               |
| ------------------------- | ------------------------------ | ------------------------- | ------------------------------ |
| 13 «Новокузнецк»          | Новокузнецк — Санкт-Петербург  | 14 «Новокузнецк»          | Санкт-Петербург — Новокузнецк  |
| 37 «Томич»                | Томск — Москва                 | 38 «Томич»                | Москва — Томск                 |
| 63                        | Новосибирск — Минск            | 64                        | Минск — Новосибирск            |
| 67                        | Абакан — Москва                | 68                        | -                              |
| 69                        | Чита — Москва                  | 70                        | Москва — Чита                  |
| 71 «Демидовский Экспресс» | Екатеринбург — Санкт-Петербург | 72 «Демидовский Экспресс» | Санкт-Петербург — Екатеринбург |
| 73                        | Тюмень — Санкт-Петербург       | 74                        | Санкт-Петербург — Тюмень       |
| 99                        | Владивосток — Москва           | 100                       | Москва — Владивосток           |
| 103                       | Новосибирск — Брест            | 104                       | Брест — Новосибирск            |
| 109                       | Новый Уренгой — Москва         | 110                       | Москва — Новый Уренгой         |
| 145                       | Челябинск — Санкт-Петербург    | 146                       | Санкт-Петербург — Челябинск    |

## Адрес вокзала
617470, Россия, Пермский край г. Кунгур, ул. Бачурина, 56